# Eugène Péclet
Jean Claude Eugène Péclet (n. 10 februarie 1793, Besançon, Franța – d. 6 decembrie 1857, Paris, Franța) a fost un fizician francez.

## Biografie
Eugène Péclet a studiat la liceul din Besançon⁠(d), unde Claude Pouillet, cu trei ani mai mare cu el, a fost și el elev, apoi la Paris la liceul imperial. Din 1812 până în 1814 a urmat studii științifice superioare la Pensionnat normal, unde profesorul său de fizică a fost Antoine Thillaye și apoi Claude Pouillet, și la Facultatea de Științe din Paris, unde a urmat cursuri de fizică cu Gay-Lussac și de chimie cu Thénard, obținând diplome în matematică și științe fizice. Între 1814–1815 a fost profesor de fizică și chimie, alături de profesorii Claude Pouillet și Pierre Louis Dulong.
În 1815 a fost numit profesor de fizică la colegiul regal din Marsilia⁠(d), acum liceul Thiers. De asemenea, în 1820 a fost responsabil pentru cursurile publice municipale de fizică și chimie aplicată pentru arte, care s-au bucurat de mare popularitate. A rămas la Marsilia până în 1828, anul numirii sale ca lector de fizică la școala pregătitoare de lângă colegiul regal Louis-le-Grand (pe atunci École normale), succedându-i abatelui Pinault. Profesor la Athénée de Paris (Athénée royal), a participat și în această perioadă, alături de Jean-Baptiste Dumas și Théodore Olivier⁠(d), la fondarea École Centrale des Arts et Manufactures, unde a predat fizică generală și fizică industrială și a fost vicepreședinte al consiliului de studii. În 1838 a fost numit inspector al Academiei din Paris, Joseph Cazalis succedându-i la École normale, apoi, în 1840, inspector general al studiilor.
Este cumnatul lui Gaspard-Gustave Coriolis: Péclet s-a căsătorit cu sora acestuia, Cécile.
Numele său a fost dat unui număr din termodinamică (numărul Péclet).
O stradă din Arondismentul 15 din Paris îi poartă numele, precum și alte patru străzi din Anzin și Valenciennes (Nord), Besançon (Doubs), orașul său natal și Narbonne (Aude).

## Lucrări publicate
- Traité de l'éclairage, 1827
- Traité élémentaire de physique, 1838, 3 volume
- Instruction sur l'assainissement des écoles primaires et des salles d'asile, 1846
- Nouveaux documents relatifs au chauffage et à la ventilation des établissements publics Arhivat în 4 ianuarie 2017, la Wayback Machine., 1853
- Traité de la chaleur considérée dans ses applications, 1878, 3 volume